# Протонна спорідненість
Протонна спорідненість (рос. сродство к протону, англ. proton affinity) — від'ємне значення зміни ентальпії в газофазній реакції (уявній чи реальній) між протоном (точніше гідроном) та хімічною частинкою (звичайно електрично нейтральною) з утворенням спряженої кислоти. Часто позначається РА.